# 李日俊
李日俊（朝鮮文：리일준；英文：Ri Il-Jin；1993年8月20日—），朝鮮足球運動員，入選過朝鮮國家青年足球隊、朝鮮國家奧運足球隊及朝鮮國家足球隊。現在效力於朝鮮足球聯賽球會小白水體育團。

## 簡歷
李日俊曾經代表朝鮮參加2011年U20世界盃足球賽，後來又參加2012年亞足聯挑戰盃資格賽，並在對阿富汗國家足球隊中以後備身分上陣，及後參加了2012年亞足聯挑戰盃，但從沒有上陣，而朝鮮在賽事中奪取冠軍並獲得2015年亞洲盃足球賽決賽週資格。2018年參與了東亞足球錦標賽外圍賽第二圈，但得球差負給香港足球代表隊，不能成功獲得資格賽冠軍而取得決賽出線席位。
另外，他入選了朝鮮國家奧運足球隊參加2016年亞足聯U23錦標賽，在分組賽對沙特阿拉伯國家奧運足球隊和泰國國家奧運足球隊中先後打平對方，以得失球差晉級半準決賽，及後在半準決賽對卡塔爾國家奧運足球隊中於加時賽負給對方，沒能成功晉級準決賽。

## 國際賽進球
朝鮮
| # | 日期         | 場地             | 對手   | 進球 | 比數 | 比賽             |
| - | ------------ | ---------------- | ------ | ---- | ---- | ---------------- |
| 1 | 2019年7月8日 | 印度艾哈迈达巴德 | 叙利亚 | 4–2  | 5–2  | 2019年英雄洲際盃 |

## 榮譽

### 國家隊
朝鮮
- 亞足聯挑戰盃冠軍（1）：2012年；

朝鮮U-20
- 亞足聯U19青年錦標賽冠軍：2010年；

## 連接
- 李日俊在National-Football-Teams.com的資料